# سدان (مونتانا)
سدان (به انگلیسی: Sedan) یک منطقهٔ مسکونی در ایالات متحده آمریکا است که در شهرستان گالاتین، مونتانا واقع شده‌است. سدان ۱۵۸٫۳۱ کیلومتر مربع مساحت و ۹۹ نفر جمعیت دارد و ۱٬۷۳۷ متر بالاتر از سطح دریا واقع شده‌است.